# John de Jongh
Pour les articles homonymes, voir de Jongh.
John Percy de Jongh, Jr., né le 13 novembre 1957 à Saint-Thomas, est un homme politique américain. Il est gouverneur des îles Vierges des États-Unis de 2007 à 2015. Il est affilié au Parti démocrate américain.